# 大川とみ
大川 とみ（おおかわ とみ、1932年2月26日 - ）は、日本の元卓球選手、卓球指導者。

## 人物
茨城県結城郡三妻村大字三坂（現:常総市三坂町）出身。
1956年に東京で行われた世界卓球選手権大会の女子シングルスで日本人女子として初の優勝をかざった。この優勝を記念して地元の茨城県では大川杯卓球大会が翌1957年から開催されていたが2008年3月に行われた第51回大会で幕を閉じた。
1956年から1960年頃、会計検査院に所属した。1960年頃結婚し岡田とみとなっている。
現在は東京都調布市の「メイジ・コミュニティ・スポーツクラブ」卓球教室にて、平岡義博（明治大学卓球部元監督）や夫と共に後進の指導を行っている。

## 経歴
- 1944年 結城郡三妻国民学校卒業、茨城県立水海道高等女学校入学
- 1950年 茨城県立水海道第二高等学校卒業
- 1953年 第2回アジア卓球選手権（東京）出場シングルスベスト16、ダブルスベスト8
- 1956年 全日本硬式卓球選手権大会混合ダブルス優勝
- 1956年 第23回世界卓球選手権（東京）シングルス優勝、ダブルスベスト4、混合ダブルスベスト8、女子団体3位
- 1956年 全日本卓球選手権大会混合ダブルスで荻村伊智朗とのペアで優勝[3]
- 1957年 第24回世界卓球選手権（ストックホルム）シングルスベスト8、ダブルスベスト8、女子団体優勝
- 1958年 第3回アジア卓球選手権（東京）ミックスダブルス、女子団体優勝
- 1958年 全日本卓球選手権大会混合ダブルスで荻村伊智朗とのペアで優勝
- 1959年 全日本軟式卓球選手権大会シングルス優勝
- 1960年 第5回アジア卓球選手権女子団体優勝
- 1960年 全日本軟式卓球選手権大会シングルス、ダブルス、混合ダブルス優勝
- 1961年 第26回世界卓球選手権（北京）女子団体優勝